# Château de Nogarède
Le château de Nogarède est un château fort situé sur la commune de Sieuras dans le département de l'Ariège, en France.

## Localisation
Près de la D19a, le château est implanté sur une colline à 294 m d'altitude, au nord du finage de Sieuras, à vol d'oiseau entre ce village et Sainte-Suzanne. C'est une propriété privée qui ne se visite pas.

## Description
En brique toulousaine avec des fenêtres à meneaux en pierre, il est flanqué de trois tours rondes et d’une tour octogonale dont les murs ont 1,75 mètre d’épaisseur à la base, 1,67 mètre au sommet ; elles sont renforcées par des voûtes cintrées de briques bien apparentes qui les cernent au ras du sol. Une autre protection est constituée par des murs, qui montent haut et qui relient dans les angles les tours aux murs du château proprement dits. Ces constructions devaient servir à dévier ou retenir les projectiles envoyés contre le château. Un contrefort imposant contre le mur ouest renforce encore l’édifice.
Au sud, les deux tours de trois étages mesurent 23 mètres de haut. L’une est octogonale et permet l'entrée dans le château par une porte remarquable datant de 1550 qui ouvre sur un escalier en colimaçon. Une tourelle la double d’un second escalier au troisième étage. 

## Historique
Essentiellement bâti au XVIe siècle, le château a été modifié jusqu'au XVIIIe siècle. La famille de Sers y a durablement résidé.
Le château est inscrit partiellement (façades et toitures, grande salle avec sa cheminée ainsi que la chapelle Saint-Laurent) au titre des monuments historiques par un arrêté du 26 octobre 1989.
En 2021, le château et la chapelle Saint-Laurent sont retenus par la mission Patrimoine de Stéphane Bern, constituant le site ariégeois. Une première phase urgente, engagée dès cette année 2021, est consacrée aux quatre toitures principales.
Le château est inscrit en totalité ainsi que les façades et toitures des bâtiments des communs le 13 septembre 2023.

## Édifices annexes
La chapelle Saint-Laurent, à restaurer, possède un clocher mur galbé à trois alvéoles. À l'intérieur, une chaire en bois peint et deux statues de sainte Germaine et saint Joseph.
La porcherie, édifice équilibré. Enfin, un séchoir par ventilation naturelle destiné au maïs. Sa taille (15 × 36 m) témoigne d'une importante activité agricole dans le passé.
Ruine d'un moulin à vent en pierre.

## Galerie

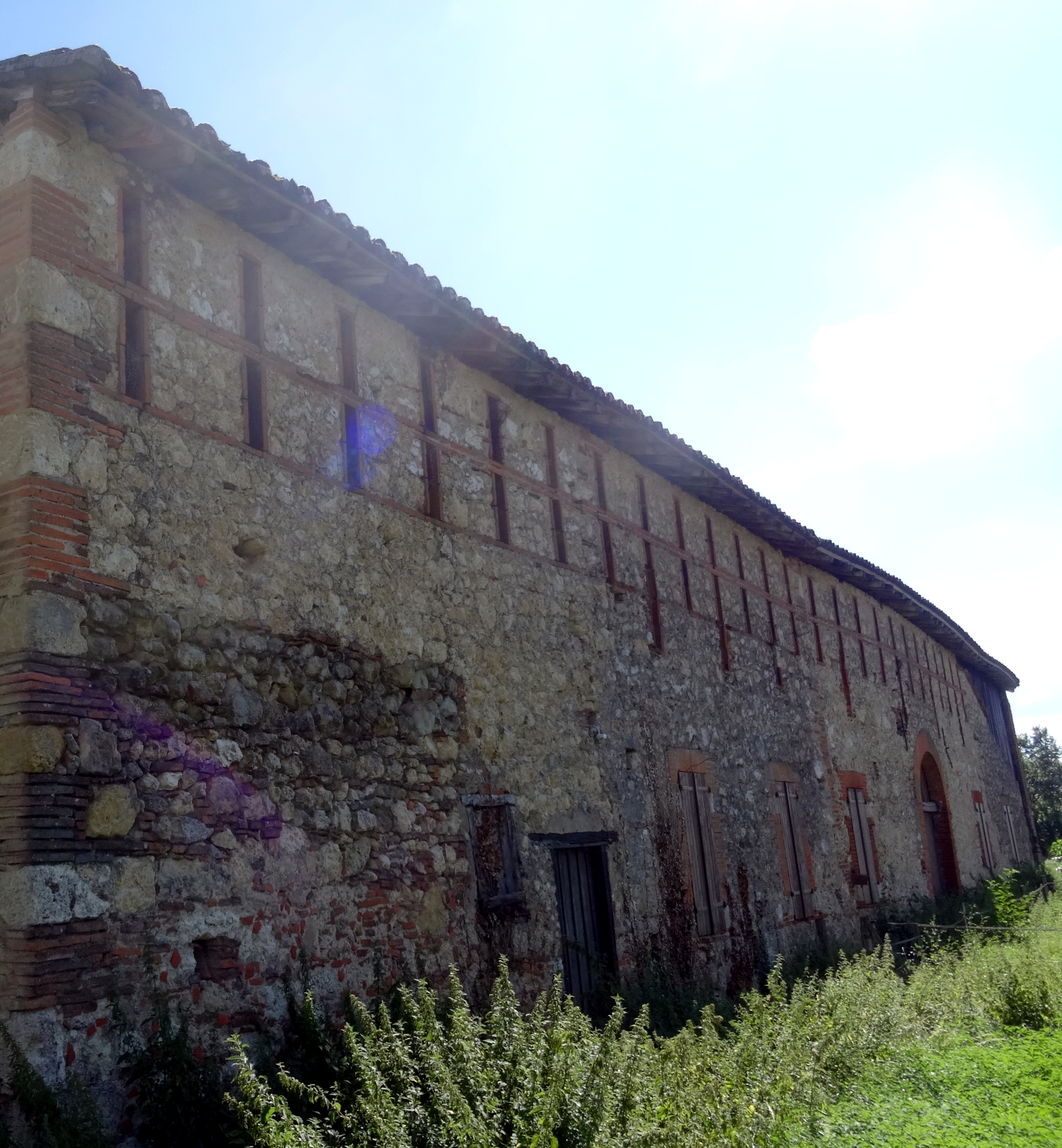
Le séchoir à grain.
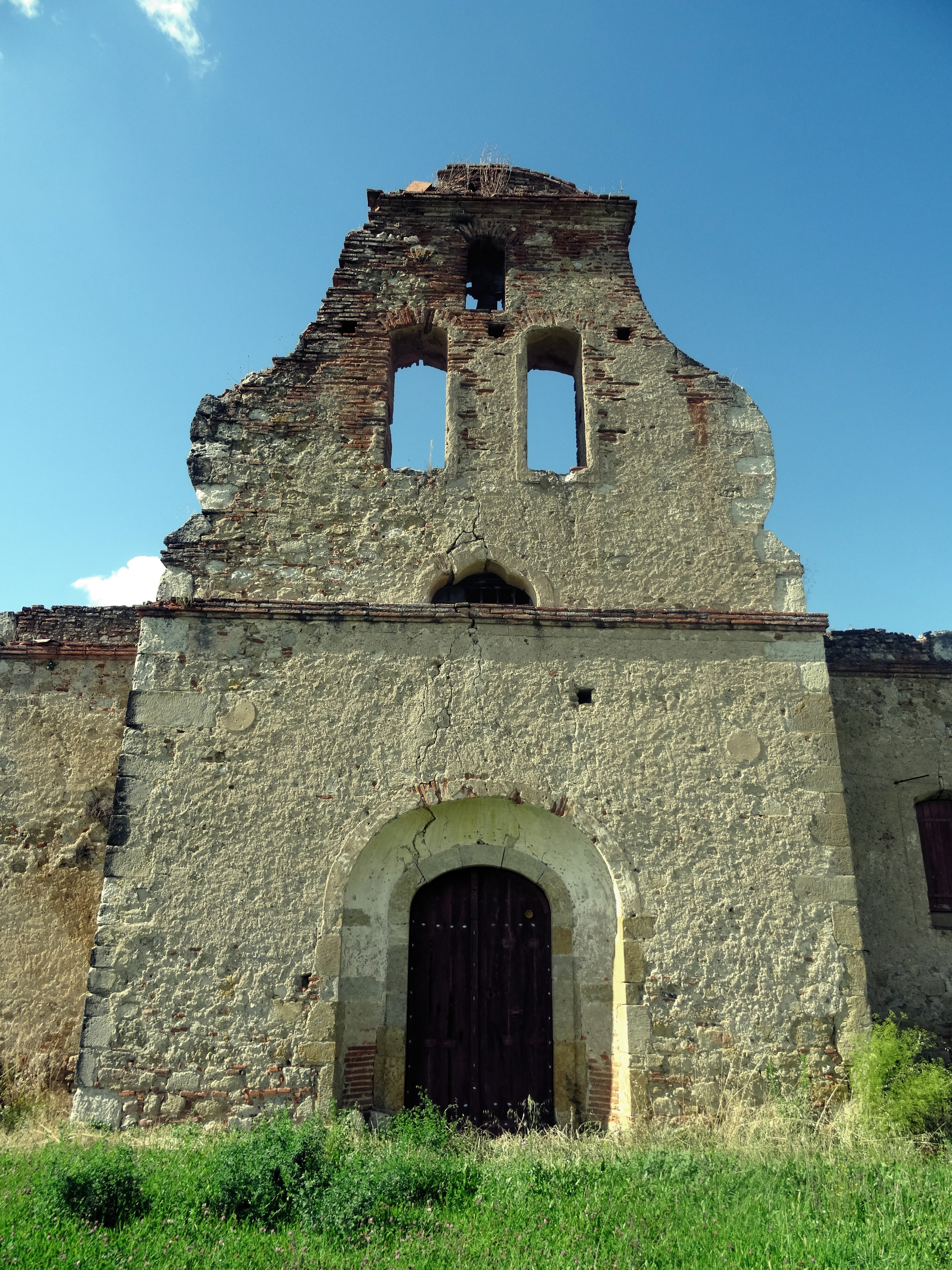
La chapelle Saint-Laurent en novembre 2016.
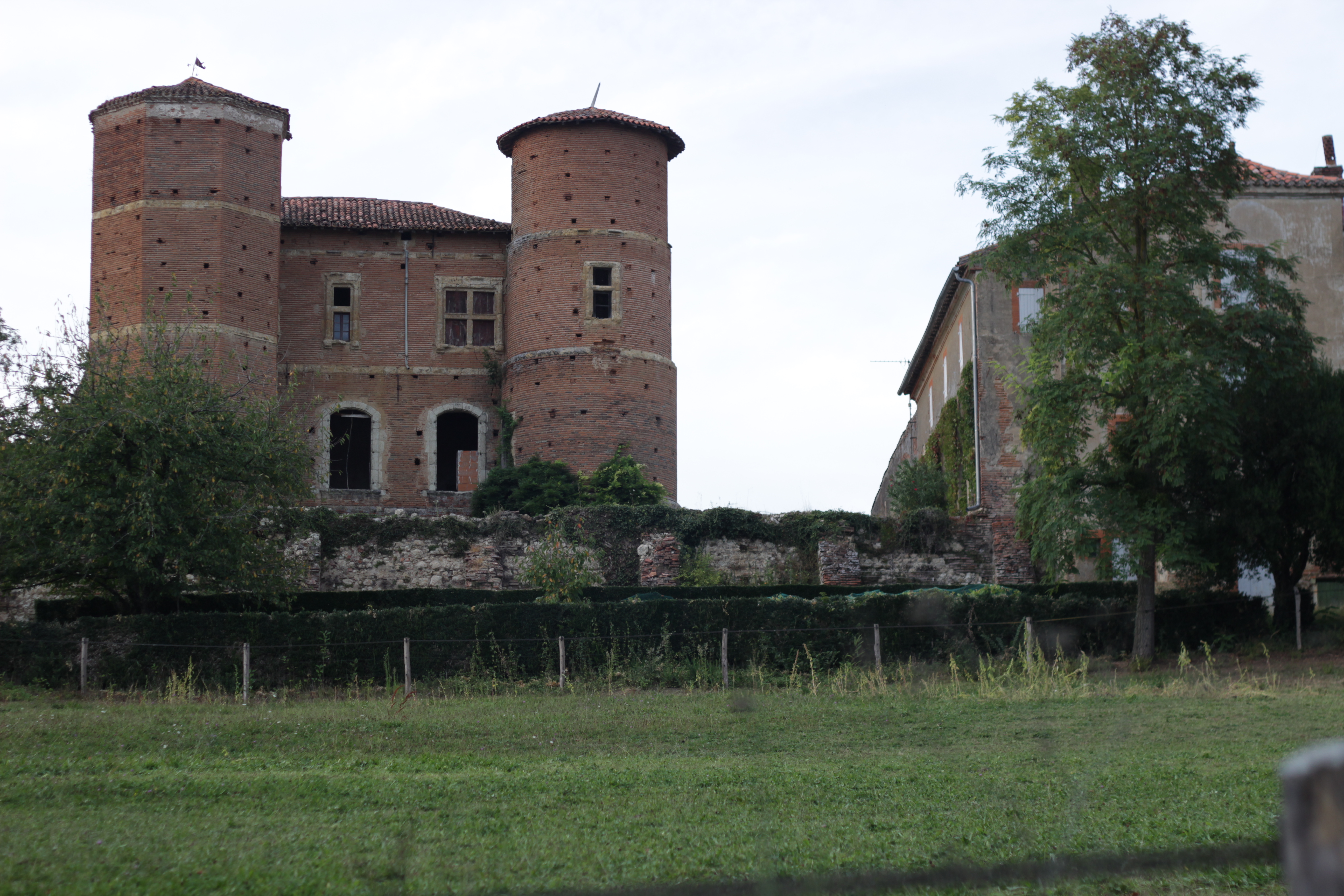
La proximité du château.